# Pentaclorur de fòsfor
El pentaclorur de fòsfor és un compost químic binari de clor i fòsfor, amb fórmula {\displaystyle {\ce {PCl5}}}. És un dels clorurs de fòsfor més importants es fa servir com un reactiu en la cloració. És incolor i un sòlid sensible a l'aigua malgrat que les mostres comercials poden ser groguenques i contaminades amb clorur d'hidrogen. És una substància perillosa que reacciona violentament amb l'aigua.

## Descobriment
El pentaclorur de fòsfor fou sintetitzat per primera vegada el 1810 per part del químic anglès Humprhy Davy (1778-1829) en fer reaccionar el triclorur de fòsfor amb clor. La seva composició fou analitzada posteriorment pel químic francès Pierre-Louis Dulong (1785-1838) el 1816.

## Estructura

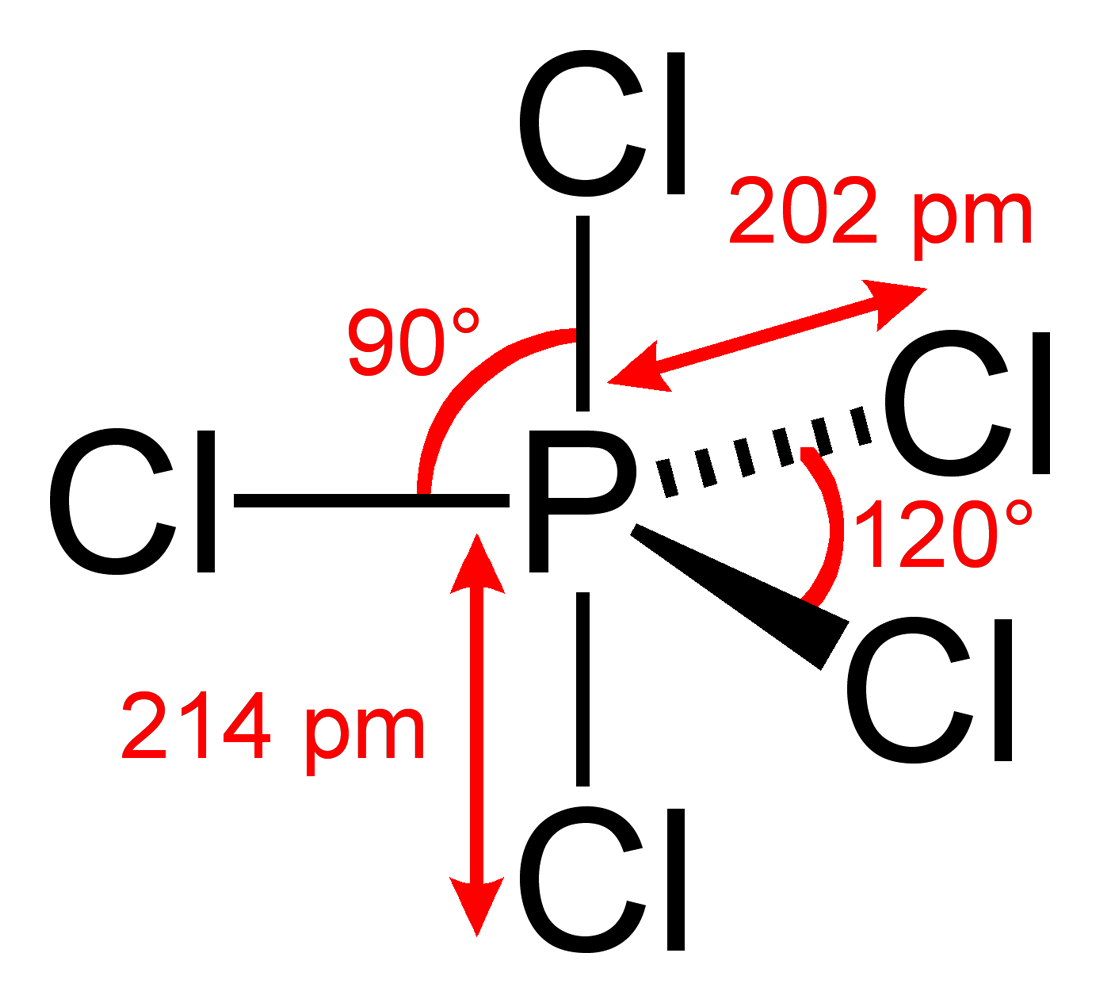

En estat gasós té estructura bipiramidal trigonal. El sofre empra per formar els enllaços amb els clors orbitals atòmics híbrids {\displaystyle {\ce {sp^3d}}}. Les distàncies a la molècula de {\displaystyle {\ce {PCl5}}} són 214 pm pels dos enllaços amb els dos clors situats als vèrtexs de les piràmides i 202 pm als tres enllaços {\displaystyle {\ce {P-Cl}}} de la base de les piràmides, els quals es troben separats 120°.
Si es condensa el gas dins un tub de vidre de petit diàmetre refredant-lo amb nitrogen líquid s'obté un sòlid format per molècules de {\displaystyle {\ce {PCl5}}} les quals, en anar augmentant la temperatura fins a temperatura ambient, es van transformant progressivament en cations {\displaystyle {\ce {PCl4^+}}}, que tenen estructura tetraèdrica, i anions {\displaystyle {\ce {PCl6^-}}}, que la tenen octaèdrica. En el catió {\displaystyle {\ce {PCl4^+}}} les distàncies d'enllaç {\displaystyle {\ce {P-Cl}}} són de 197 pm, mentre que a l'anió {\displaystyle {\ce {PCl6^-}}} són de 204 pm.

## Propietats físiques
En estat pur és un sòlid blanc, però com que una petita part es dissocia en triclorur de fòsfor, {\displaystyle {\ce {PCl3}}} i clor, {\displaystyle {\ce {Cl2}}}, adquireix una tonalitat gris verdosa. A pressió atmosfèrica si s'escalfa sublima a 159 °C sense que es fongui. El punt de fusió només es pot determinar en un tub tancat amb l'única pressió del {\displaystyle {\ce {PCl3}}} i {\displaystyle {\ce {Cl2}}} dissociats, essent de 160,5 °C. Com que la reacció de dissociació és una reacció endotèrmica es veu afavorida per les altes temperatures. Així a 180 °C hi ha un 40 % de {\displaystyle {\ce {PCl5}}} dissociat, a 250 °C el 80 % està dissociat i a 300 °C ja hi està completament. El gas que és incolor a baixes temperatures i va agafant a poc a poc la coloració del clor a mesura que s'incrementa la temperatura.

## Propietats químiques
La hidròlisi és la reacció més característica, el {\displaystyle {\ce {PCl5}}} reacciona amb contacte amb aigua per alliberar clorur d'hidrogen i donar òxids de fòsfor. Fins i tot absorbeix vapor d'aigua de l'aire, és deliqüescent. El primer producte de la hidròlisi és l'oxiclorur de fòsfor:{\displaystyle {\ce {PCl5 + H2O -> OPCl3 + 2 HCl}}}i després produeix àcid fosfòric:
{\displaystyle {\ce {OPCl3 + 3 H2O -> H3PO4 + 2 HCl}}}
Molt important en síntesi orgànica és la reacció de substitució d'un grup hidroxil {\displaystyle {\ce {-OH}}} per un grup clor {\displaystyle {\ce {-Cl}}} mitjançant el pentaclorur de fòsfor, ja que els àtoms de clor són bons febles. Així s'observa en fer-lo reaccionar amb àcids inorgànics com ara l'àcid sulfúric:
{\displaystyle {\ce {2 PCl5 + H2SO4 -> Cl2SO2 + 2 OPCl3 + 2 HCl}}}
amb àcid carboxílics com l'àcid etanoic:
{\displaystyle {\ce {PCl5 + CH3COOH -> CH3COCl + OPCl3 + HCl}}}
o amb alcohols, com per exemple el metanol:
{\displaystyle {\ce {PCl5 + CH3OH -> CH3CCl + OPCl3 + HCl}}}
És un àcid de Lewis, per la qual cosa forma complexos {\displaystyle {\ce {PCl6^-}}}amb compostos donadors de clorurs. Però també pot actuar com a base de Lewis amb reactius acceptors de clorurs ({\displaystyle {\ce {BCl3}}}, {\displaystyle {\ce {AlCl3}}}, {\displaystyle {\ce {TiCl4}}}, {\displaystyle {\ce {SnCl4}}}…), segons la reacció:
{\displaystyle {\ce {PCl5 + MCl_n -> [PCl4]^+[MCl_{n-1}]^-}}}

## Preparació
El pentaclorur de fòsfor es prepara industrialment per reacció del triclorur de fòsfor, {\displaystyle {\ce {PCl3}}}, dissolt en tetraclorur de carboni, {\displaystyle {\ce {CCl4}}}, i clor, {\displaystyle {\ce {Cl2}}}:{\displaystyle {\ce {PCl3 \; + \, Cl2 \; -> \; PCl5}}}
Pots preparar-se, també, per reacció del fòsfor elemental, {\displaystyle {\ce {P4}}}, amb clor, segons la reacció:
{\displaystyle {\ce {P4 + 10 Cl2 -> 4 PCl5}}}

## Aplicacions
L'ús principal del pentaclorur de fòsfor és com a reactiu de cloració en síntesi orgànica. Se'n produeixen desenes de milions de kilograms cada any per a aquesta aplicació. Són molt emprades les reaccions per substituir grups hidròxid {\displaystyle {\ce {-OH}}} per clors {\displaystyle {\ce {-Cl}}}, o també per a la transformació de cetones i els aldehids en derivats diclorats amb pèrdua del grup carbonil:

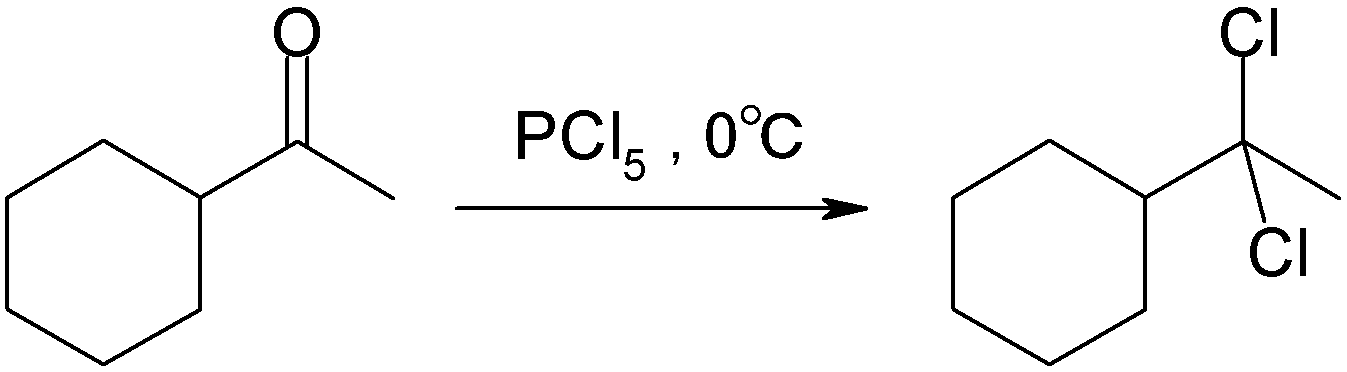
Formació d'un diclorohidrocarbur a partir d'una cetona

També s'empra com a material de partida per a la síntesi d'una àmplia varietat de compostos de fòsfor inorgànics i orgànics utilitzats com a pesticides, productes químics de tractament d'aigües, retardants de flama, antioxidants fosfòrics, plastificants i estabilitzadors per a plàstics i elastòmers, oli lubricant i additius de pintura.
Actualment també és important la reacció amb el fluorur de liti, {\displaystyle {\ce {LiF}}}, que permet la síntesi de l'hexafluorofosfat de liti, {\displaystyle {\ce {LiPF6}}}, un electròlit que s'empra en les bateries d'ió liti, que són recarregables i molt emprades en dispositius electrònics com ara el telèfons mòbils. La reacció de síntesi és:
{\displaystyle {\ce {PCl5 + 6 LiF -> LiPF6 + 5 LiCl}}}